# Łódź Chojny
Łódź Chojny – stacja kolejowa w Łodzi, położona na południe od centrum miasta, na trasie linii kolejowej nr 540, pomiędzy dworcami Łódź Kaliska i Łódź Widzew. Według klasyfikacji PKP ma kategorię dworca aglomeracyjnego.

## Historia
Otwarta w 1903 na terenie dawnej wsi szlacheckiej Chojny stacja kolejowa pasażerska, przez lata pełniła funkcję jednej z najważniejszych stacji kolejowych w Łodzi (do której Chojny włączone zostały w roku 1906).

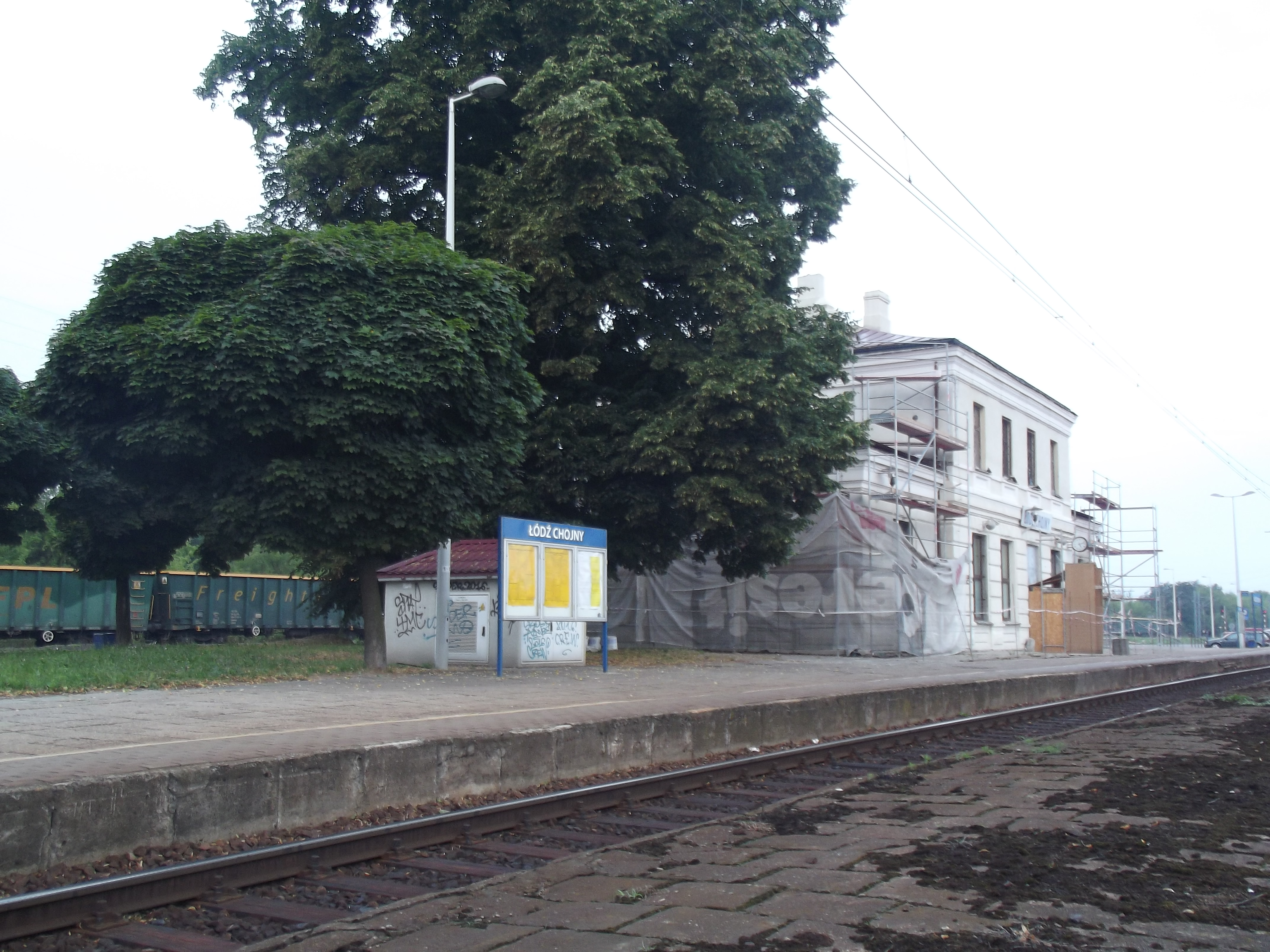
Dworzec Łódź Chojny od strony wschodniej (stan lipiec 2015) – widok z peronu 4

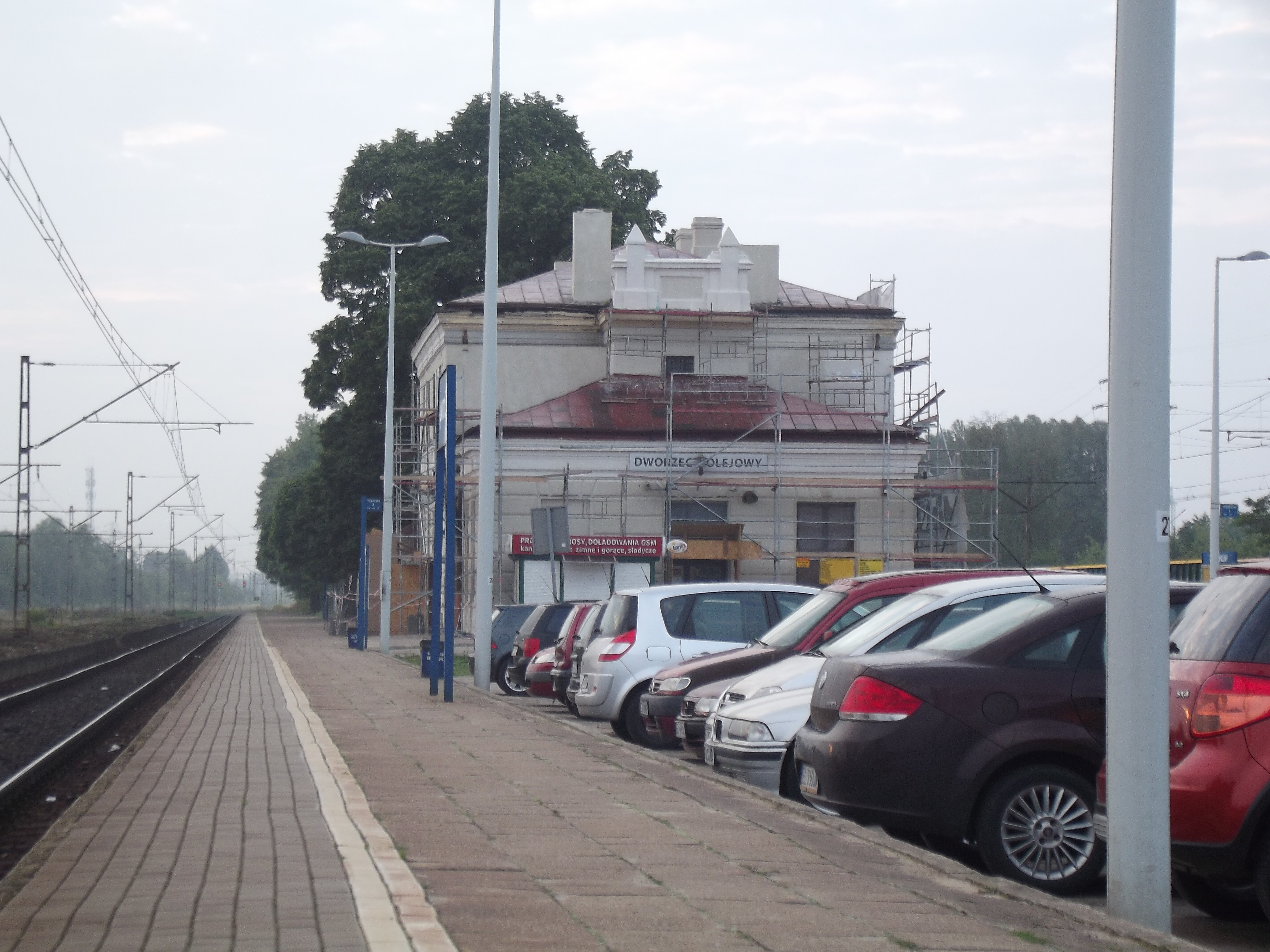
Dworzec Łódź Chojny od strony parkingu (stan lipiec 2015) – widok z peronu 3

Dworzec dawniej stanowił element łódzkiej kolei obwodowej – zatrzymywały się tam pociągi dalekobieżne krajowe:
- Lublin – Szczecin Główny/Świnoujście,
- Warszawa Wschodnia – Jelenia Góra i Kłodzko (Sudety),

oraz międzynarodowe na trasie:
- Warszawa Wschodnia – Paryż,
- Praga – Moskwa.

Upadek dworca rozpoczął się w latach 90 XX w., od 2002 do 2011 roku na stacji nie zatrzymywały się żadne pociągi pasażerskie, torowisko wykorzystywane było jedynie przez pociągi towarowe.
W związku z rozpoczętą generalną przebudową dworca Łódź Fabryczna, większość pociągów z Warszawy przekierowano na stację Łódź Kaliska. Dzięki temu dworzec został przywrócony do eksploatacji po 9 latach przerwy.
W październiku 2011 wykarczowano porastające perony krzaki, wyburzono stare budynki, które niegdyś służyły jako toalety, rozpoczęto także remont jednego z torów przechodzących przez stację. Przywrócono do użytku przejazd kolejowy w ciągu ulicy Kilińskiego, powstało przejście dla pieszych prowadzące na dworzec z pętli autobusowej „Chojny”. Naprawiono również nawierzchnię peronów stacyjnych oraz uruchomiono latarnie. W budynku dworca powstała kasa biletowa i poczekalnia dla podróżnych.
W kwietniu 2015 rozpoczął się remont dworca obejmujący odnowienie elewacji budynku i jego ocieplenie oraz wymianę okien, drzwi, rynien, a także remont dachu i kominów.

## Ruch pociągów
Obecnie dworzec obsługuje pasażerów w pełnym zakresie. Zatrzymują się tu pociągi relacji Warszawa – Łódź, Gdynia – Kraków i Katowice, Szczecin – Kraków, Poznań – Kraków, Wrocław – Warszawa, Lublin – Wrocław i wiele innych pociągów TLK, Regio, InterREGIO.

## Ruch pasażerski
| Rok  | Wymiana pasażerska na dobę |
| ---- | -------------------------- |
| 2017 | 700-999                    |
| 2022 | 1 500                      |
| 2023 | 2 000                      |